# Gardens of the Night
Gardens of the Night és una pel·lícula dramàtica estatunidenca de 2008, escrita i dirigida per Damian Harris i protagonitzada per Gillian Jacobs, John Malkovich, Ryan Simpkins i Tom Arnold. S'ha doblat i subtitulat al català.
La pel·lícula es va projectar per primera vegada al Festival Internacional de Cinema de Berlín el febrer de 2008, on va ser nominada, però no va guanyar el premi Os d'Or.